# Gustav Ludwig von der Marwitz
Gustav Ludwig von der Marwitz (* 30. April 1730 in Friedersdorf; † 23. Februar 1797 in Kyritz) war ein preußischer Generalleutnant.

## Leben

### Herkunft
Gustav Ludwig entstammte dem alten märkischen Uradelsgeschlecht von der Marwitz. Seine Eltern waren der Erbherr von Friedersdorf und Kapitän a. D. August Gebhard von der Marwitz (1695–1753) und dessen Ehefrau Helene Sophia, geborene von Loeben aus dem Hause Kunersdorf. Der spätere preußische Generalmajor Johann Friedrich Adolf von der Marwitz und der Hofmarschall Behrendt Friedrich August von der Marwitz waren seine Brüder.

### Militärkarriere
Marwitz wurde auf der Ritterakademie in Liegnitz erzogen. Ende April 1745 immatrikulierte er sich als Student an der Universität Frankfurt (Oder). Am 20. April 1746 wurde Marwitz als Estandartenjunker im Regiment Gensdarmes der Preußischen Armee angestellt. Hier stieg er bis August 1753 zum Leutnant auf und nahm 1756/63 während des Siebenjährigen Krieges an den Schlachten bei Lobositz, Prag, Leuthen, Zorndorf, Hochkirch, Kunersdorf, Liegnitz und Torgau teil. Für seine Leistungen während der Schlacht bei Roßbach wurde Marwitz mit dem Orden Pour le Mérite ausgezeichnet. Bereits während des Krieges war er im Januar 1758 zum Stabsrittmeister befördert worden und befehligte seit 15. Januar 1759 als Major eine Kompanie.
In den Friedensjahren avancierte Marwitz weiter und wurde als Oberst am 6. Februar 1777 zum Regimentskommandeur ernannt. Am 20. August 1777 folgte seine Beförderung zum Generalmajor und König Friedrich II. ernannte ihn zum Chef des Kürassierregiments „von Manstein“. In dieser Stellung nahm Marwitz 1778/79 am Bayerischen Erbfolgekrieg teil und wurde im August 1779 mit seinem Adjutanten Karl von Ingersleben zu den Herbstmanövern bei Potsdam kommandiert. Aufgrund des sich verschlechternden Verhältnisses zu Friedrich II. dimittierte er am 13. Juni 1784.
Nach der Thronbesteigung Friedrich Wilhelms II. bat Marwitz mehrfach um Wiederanstellung in der Armee sowie um eine Erhöhung seiner Pension. Diese Erhöhung wurde ihm schließlich Ende Juni 1788 gewährt. Am 4. August 1789 wurde Marwitz als Generalleutnant mit Patent vom 23. Januar 1787 wieder angestellt und gleichzeitig zum Chef des Kürassierregiments „von Backhof“ ernannt. In dieser Stellung erhielt er am 14. Juli 1792 den Großen Roten Adlerorden und verstarb 1797.
Sein Neffe Friedrich August Ludwig von der Marwitz schrieb über ihn: „Er hatte weder die Geistesgaben noch den Charakter seines älteren Bruders, war aber ein Mann von Ehre, äußerst jovial und ein sehr guter Kavallerieoffizier“.

### Familie
Marwitz war mit Caroline Ernestine Freiin von der Goltz (1738–1775) verheiratet. Sie war die Tochter von General Karl Christoph von der Goltz. Aus der Ehe gingen folgende Kinder hervor:
- Karoline Friederike Jeannette August (1762–1769)
- Henriette Wilhelmine (* 16. August 1764 in Berlin), Hofdame der Prinzessin Wilhelmine von Preußen
- Gustav Karl (* 1778), Sekondeleutnant im Regiment seines Vaters